# Syllepte abyssalis
Syllepte abyssalis är en fjärilsart som beskrevs av Pieter Cornelius Tobias Snellen 1892. Syllepte abyssalis ingår i släktet Syllepte och familjen Crambidae. Inga underarter finns listade i Catalogue of Life.